# Jamaal Lascelles
Jamaal Lascelles [Engelse uitspraak: lɑ'sɛls] (Derby, 11 november 1993) is een Engels voetballer die doorgaans als centrale verdediger speelt. Hij verruilde Nottingham Forest in augustus 2014 voor Newcastle United.

## Clubcarrière
Lascelles stroomde door vanuit de jeugdopleiding van Nottingham Forest. Hier tekende hij in maart 2011 zijn eerste profcontract. Lascelles maakte op 31 januari 2012 zijn debuut in het eerste elftal, in een competitieduel in de Championship tegen Burnley. In maart 2012 werd besloten om Lascelles het seizoen af te laten maken bij Stevenage, waarvoor hij zevenmaal in actie zou komen in de League One. Lascelles veroverde tijdens het seizoen 2013/14 een basisplaats bij Nottingham Forest.
Lascelles tekende in augustus 2014 opnieuw bij Newcastle United. Hij bleef in 2014/15 niettemin op huurbasis voor Forest spelen. Hij keerde in seizoen 2015/16 daadwerkelijk terug Newcastle United. Lascelles zat op 14 september 2015 voor het eerst weer op de reservebank, tijdens een wedstrijd tegen West Ham United (2–0 verlies). In een duel uit bij Manchester City op 3 oktober 2015 kwam Lascelles voor het eerst weer in actie, als invaller voor Kevin Mbabu. In de tweede helft zag hij tegenstander Sergio Agüero vijfmaal scoren in twintig minuten. Twee doelpunten vielen toen Lascelles in het veld stond. Hij degradeerde aan het eind van het seizoen met Newcastle naar de Championship.
Coach Rafael Benítez benoemde Lascelles in augustus 2016 tot nieuwe aanvoerder van Newcastle United. Hij stond in 2016/17 in 41 van de 46 speelronden in de basis, toen de club in het eerste seizoen na de degradatie meteen kampioen werd in de Championship. Hij stond daarna ook in de volgende seizoenen op het hoogste niveau vrijwel iedere speelronde aan de aftrap. Lascelles speelde op 4 maart 2023 zijn 200e competitiewedstrijd voor Newcastle United, uit bij Manchester City.

## Clubstatistieken
| Seizoen | Club              | Competitie     | Competitie | Competitie | Beker | Beker | Overig | Overig | Totaal | Totaal |
| Seizoen | Club              | Competitie     | Wed.       | Dlp.       | Wed.  | Dlp.  | Wed.   | Dlp.   | Wed.   | Dlp.   |
| ------- | ----------------- | -------------- | ---------- | ---------- | ----- | ----- | ------ | ------ | ------ | ------ |
| 2011/12 | Nottingham Forest | Championship   | 1          | 0          | 0     | 0     | –      | –      | 1      | 0      |
| 2011/12 | → Stevenage       | League One     | 9          | 1          | 0     | 0     | –      | –      | 9      | 1      |
| 2012/13 | Nottingham Forest | Championship   | 2          | 0          | 1     | 0     | –      | –      | 3      | 0      |
| 2013/14 | Nottingham Forest | Championship   | 29         | 2          | 5     | 1     | –      | –      | 34     | 3      |
| 2014/15 | Nottingham Forest | Championship   | 25         | 1          | 2     | 0     | –      | –      | 27     | 1      |
| 2015/16 | Newcastle United  | Premier League | 18         | 2          | 3     | 0     | –      | –      | 21     | 2      |
| 2016/17 | Newcastle United  | Championship   | 43         | 3          | 4     | 0     | –      | –      | 47     | 3      |
| 2017/18 | Newcastle United  | Premier League | 33         | 3          | 2     | 0     | –      | –      | 35     | 3      |
| 2018/19 | Newcastle United  | Premier League | 32         | 0          | 2     | 0     | –      | –      | 34     | 0      |
| 2019/20 | Newcastle United  | Premier League | 24         | 1          | 5     | 0     | –      | –      | 29     | 1      |
| 2020/21 | Newcastle United  | Premier League | 19         | 2          | 2     | 1     | –      | –      | 21     | 3      |
| 2021/22 | Newcastle United  | Premier League | 26         | 1          | 1     | 0     | –      | –      | 27     | 1      |
| 2022/23 | Newcastle United  | Premier League | 7          | 0          | 4     | 1     | –      | –      | 11     | 1      |
| 2023/24 | Newcastle United  | Premier League | 16         | 1          | 5     | 0     | 5      | 0      | 26     | 1      |
| Totaal  | Totaal            | Totaal         | 284        | 17         | 36    | 3     | 5      | 0      | 325    | 20     |

Laatste update: 24 mei 2024.

## Interlandcarrière
Lascelles speelde één interland voor Engeland –18, acht interlands voor Engeland –19 en twee interlands voor Engeland –20. Hij debuteerde in 2014 in het Engels voetbalelftal onder 21.

## Erelijst
| Kampioen Championship | 1x | 2016/17 |

1 Dúbravka ·
2 Trippier ·
4 Botman ·
5 Schär ·
6 Lascelles  ·
7 Joelinton ·
8 Tonali ·
9 Wilson ·
10 Gordon ·
11 Barnes ·
13 Targett ·
14 Isak ·
17 Krafth ·
18 Osula ·
19 Vlachodimos ·
20 Hall ·
21 Livramento ·
22 Pope ·
23 Murphy ·
24 Almirón ·
25 Kelly ·
26 Ruddy ·
28 Willock ·
29 Gillespie ·
33 Burn ·
36 Longstaff ·
37 Murphy ·
39 Guimarães ·
67 Miley ·
Coach: Howe
· Assistent-coach: Jones